# Anna Pawlikowska
Anna Pawlikowska (ur. 1889, zm. 1962) – propagatorka przemysłu ludowego w Polsce, tłumaczka języka francuskiego i hiszpańskiego.

## Życiorys
Była córką Tadeusza Henryka herbu Cholewa i Idalii z Kotarbińskich małżonków Pawlikowskich. Jej wujem był Józef Kotarbiński, a bratem ciotecznym Tadeusz Kotarbiński.
Sztuką ludową zainteresowała się dzięki stryjowi Janowi Gwalbertowi Pawlikowskiemu (starszemu). Intrygował ją szczególnie haft ludowy. W 1933 współzakładała Towarzystwo „Artystyczne Rękodzieło Wiejskie”. Była w nim kierowniczką działu wytwórczości. Zainicjowała powstanie spółdzielni Kurpiów Białych w Gładczynie kierowanej przez Wandę Modzelewską. W 1937 z Hanną Laudańską zaprojektowała ekspozycję Sztuka Ludowa w Polsce w Polskim Pawilonie na Międzynarodowej Wystawie „Sztuka i Technika w Życiu Współczesnym” w Paryżu zaprojektowanym przez Czesława Knothe. W latach 1927–1946 była instruktorką przemysłu ludowego i domowego przemysłu artystycznego przy kołach gospodyń wiejskich w powiecie cieszyńskim. Inicjowała działania organizujące pracę wiejskiej społeczności Koniakowa.
Tłumaczyła prozę Jeana de La Bruyóre’a oraz wiersze z języka francuskiego i hiszpańskiego.
Ostatnie lata życia spędziła w Krakowie w Zakładzie dla Nieuleczalnie Chorych, w Domu Opieki dla Dorosłych oraz w Państwowym Zakładzie Specjalnym przy ul. Helclów. Zmarła bezpotomnie. Jest pochowana w Zakopanem.
Jej spuścizna jest przechowywana w Bibliotece Jagiellońskiej.